# Resolutie 2381 Veiligheidsraad Verenigde Naties
Resolutie 2381 van de Veiligheidsraad van de Verenigde Naties werd unaniem door de VN-Veiligheidsraad aangenomen op 5 oktober 2017. De Veiligheidsraad besloot dat de verificatiemissie die toezag op het vredesakkoord in Colombia mede zou toezien op het staakt-het-vuren dat met het Nationaal Bevrijdingsleger (ELN) was getekend.
De leden van de Raad prezen de vooruitgang die de voorgaande maanden was geboekt in Colombia. De vertegenwoordiger van Colombia hoopte snel een definitief vredesakkoord met het ELN te kunnen voorleggen.

## Achtergrond
In Colombia was al sinds midden jaren 1960 een gewapend conflict aan de gang tussen het regeringsleger, paramilitaire groeperingen, linkse rebellengroepen en drugsbendes. De Revolutionaire Strijdkrachten van Colombia of "FARC(-EP)" zijn een van de grootste. Ontstaan uit onvrede over de ongelijkheid tussen grootgrondbezitters en boeren, nam de marxistisch-leninistisch geïnspireerde groepering de wapens op tegen de conservatieve regering. Na verloop van tijd werd de groep meer een terreurorganisatie gefinancierd door drugshandel en losgeld van ontvoeringen. Met Amerikaanse steun bracht de regering de FARC zware klappen toe, en na 2000 daalde het aantal strijders fors.
In 2012 begonnen vredesgesprekken tussen de overheid en de FARC om een einde te maken aan het conflict. Venezuela, Cuba en Noorwegen waren daarbij betrokken als bemiddelaars. In 2016 leidden die gesprekken tot een wapenstilstand en vredesakkoord, waarbij zo'n 7000 FARC-strijders zouden worden ontwapend. Een eerste akkoord werd bij een volksraadpleging nipt verworpen. Een tweede akkoord werd door het congres, waar de regeringspartijen een meerderheid hebben, goedgekeurd. Velen vonden dat de rebellen er te goed vanaf kwamen na een oorlog van 52 jaar, waarbij 200.000 doden waren gevallen. Zo zouden vele FARC-leiders vrijuit gaan, kregen degenen die oorlogsmisdaden hadden gepleegd strafvermindering en mochten ze meedoen aan verkiezingen voor publieke mandaten. De FARC zelf werd omgevormd tot een politieke partij, met behoud van de naam. Het vredesakkoord garandeerde deze partij tot 2026 tien parlementszetels.
In september 2017 werd na maandenlange onderhandelingen ook met het Nationaal Bevrijdingsleger of "ELN" een staakt-het-vuren tot 9 januari 2018 overeengekomen. In ruil daarvoor zou de overheid lokale leiders beter beschermen en voor betere omstandigheden zorgen voor de circa 450 opgesloten rebellen. Deze groepering ontstond eveneens midden jaren 1960 en is ook extreemlinks georiënteerd. Het was de laatste actieve rebellengroep in Colombia, en telde nog circa 1500 strijders.
In januari 2018 weigerde het ELN om het staakt-het-vuren verder te verlengen onder dezelfde voorwaarden. Op 10 januari pleegde de groep een bomaanslag op een oliepijplijn, een granaataanval op een marinebasis en schoot een soldaat dood.

## Inhoud
In het vredesakkoord dat in Colombia was bereikt met de FARC was een tripartite waarnemings- en verificatiemechanisme (MVM) voorzien om toe te zien op de wapenstilstand en het neerleggen van de wapens. De middels resolutie 2366 opgerichte verificatiemissie van de Verenigde Naties was hier een van de drie partijen.
Nu ook met het ELN een wapenstilstand was bereikt, kreeg deze missie de tijdelijke opdracht om ook hierop toe te zien, en de coördinatie tussen de drie partijen op zich te nemen. Die opdracht liep tot 9 januari 2018. Hiervoor mocht de missie uitgebreid worden met maximaal zeventig internationale waarnemers.
Lijst ·  2337 ·  2338 ·  2339 ·  2340 ·  2341 ·  2342 ·  2343 ·  2344 ·  2345 ·  2346 ·  2347 ·  2348 ·  2349 ·  2350 ·  2351 ·  2352 ·  2353 ·  2354 ·  2355 ·  2356 ·  2357 ·  2358 ·  2359 ·  2360 ·  2361 ·  2362 ·  2363 ·  2364 ·  2365 ·  2366 ·  2367 ·  2368 ·  2369 ·  2370 ·  2371 ·  2372 ·  2373 ·  2374 ·  2375 ·  2376 ·  2377 ·  2378 ·  2379 ·  2380 ·  2381 ·  2382 ·  2383 ·  2384 ·  2385 ·  2386 ·  2387 ·  2388 ·  2389 ·  2390 ·  2391 ·  2392 ·  2393 ·  2394 ·  2395 ·  2396 ·  2397